# Kamfor
Kamfor (tal. Canfora < srednjovjekovni latinski < camphora < arapski kafur; C10H16O) je biciklički terpentinski keton.

## Svojstva i osobine
Kamfor je bijela hlapljiva kristalična tvar karakteristična mirisa. Lako se otapa u organskim otapalima, a vrlo teško u vodi.

U prirodi dolazi u dva optički aktivna oblika. Trgovački kamfor je D-kamfor, dobiven iz drva kamforovca. Sintetski kamfor proizvodi se od pinena iz terpentina i optički je neaktivan.
Kao stari kineski lijek prenesen je u Europu u XI. st.
Može se prekristalizirati iz nepolarnih otapala i alkohola, a ide i sublimacija. Zagrijavanjem s dušičnom kiselinom daje kamfornu kiselinu.

## Upotreba
Kamfor služi kao sredstvo za želatiranje celuloznog acetata i celuloznog nitrata, u proizvodnji celuloida i eksploziva, u medicini kao podražajno sredstvo srčano-žilnoga sustava (otopljen u ulju u obliku injekcija) te kao vanjsko podražajno sredstvo kod mišićnog reumatizma.

Potpuno je zamijenio kancerogeni naftalen kao sredstvo protiv moljaca.